# Kanton Saint-Brieuc-Ouest
Saint-Brieuc-Ouest is een voormalig kanton van het Franse departement Côtes-d'Armor. Het kanton maakte deel uit van het arrondissement Saint-Brieuc. Het werd opgeheven bij decreet van 13 februari 2014 met uitwerking op 22 maart 2015.
Het kanton omvat uitsluitend een deel van de gemeente Saint-Brieuc.